# Poecilotylus lividisoccatus
Poecilotylus lividisoccatus är en tvåvingeart som beskrevs av Günther Enderlein 1922. Poecilotylus lividisoccatus ingår i släktet Poecilotylus och familjen skridflugor.
Artens utbredningsområde är Peru. Inga underarter finns listade i Catalogue of Life.